# جنون سرعت رقبا
جنون سرعت رقبا (انگلیسی: Need for Speed Rivals) یک بازی ویدئویی در سبک مسابقه‌ای جهان باز است که به صورت مشترک توسط گوست گیمز و کرایتریون گیمز توسعه یافته و به‌وسیلهٔ الکترونیک آرتس در سال ۲۰۱۳ و در پلت‌فرم‌های پلی‌استیشن ۴، اکس‌باکس وان، اکس‌باکس ۳۶۰، پلی‌استیشن ۳ و مایکروسافت ویندوز منتشر شده‌است.
بازی Rivals در E3 2013 با استقبال خوبی از سوی منتقدان مواجه شد و از سوی Game Critics Awards جایزه "بهترین بازی مسابقه‌ای" را دریافت کرد. این بازی پس از انتشار، نقدهای عمدتاً مثبتی دریافت کرد.

## بازاریابی و انتشار

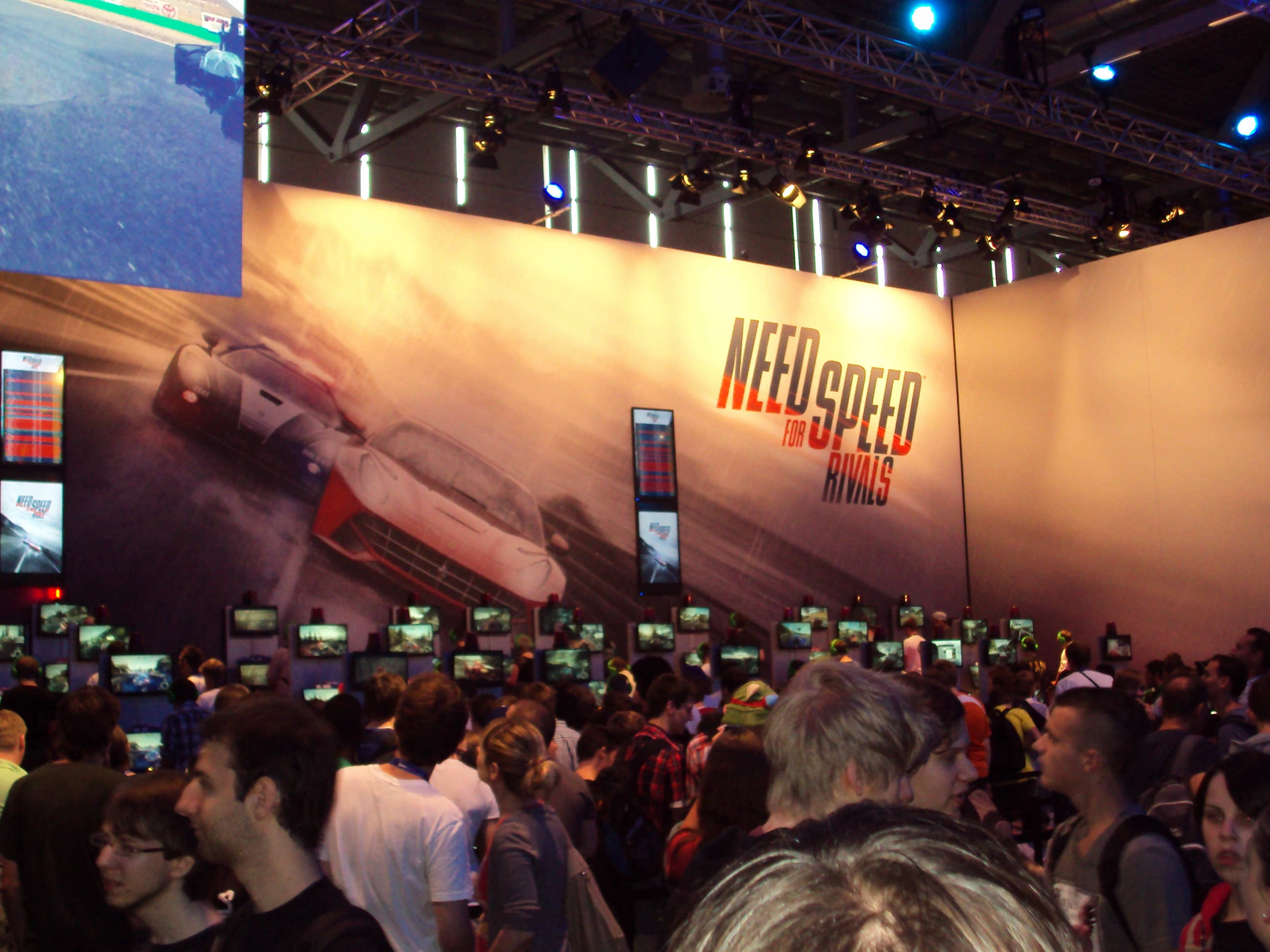
تبلغیات در گیمزکام ۲۰۱۳

جنون سرعت رقبا برای پلی‌استیشن ۳، ویندوز و ایکس‌باکس ۳۶۰ در ۱۹ نوامبر ۲۰۱۳ در آمریکای شمالی، در ۲۱ نوامبر در استرالیا و ۲۲ نوامبر در اروپا منتشر شد. نسخه پلی‌استیشن ۴ چند روز زودتر، در ۱۵ نوامبر ۲۰۱۳، به عنوان عنوان زمان عرضه این سیستم در آمریکای شمالی و در ۲۹ نوامبر در اروپا منتشر شد. نسخه ایکس‌باکس وان در ۲۲ نوامبر ۲۰۱۳ در سراسر جهان منتشر شد. 
در ۲۱ اکتبر ۲۰۱۴، نسخه کامل Need for Speed Rivals منتشر شد. این نسخه شامل تمام بسته‌های DLC (و همچنین تمام پاداش‌های پیش‌خرید که قبلاً در بسته DLC "Fully Loaded Garage" دوباره منتشر شده بودند) به همراه بازی اصلی است.